# Mathieu Guidère
Mathieu Guidère est un écrivain et un universitaire français,.
Docteur en linguistique de la Sorbonne[Laquelle ?] et agrégé d’arabe, il a été professeur résident à l’École spéciale militaire de Saint-Cyr (2003-2007), puis professeur à l'université de Genève (2007-2011) et à l'université de Toulouse II (2011-2015), avant d'être nommé professeur à l'Université de Paris 8 (depuis 2016) et directeur de recherches à l'INSERM (depuis 2018).

## Biographie
Mathieu Guidère passe ses dix-huit premières années dans divers pays du Moyen-Orient. Il y fréquente les écoles locales en plus de l’école française. Dès son arrivée à Paris, à 18 ans, il suit un double cursus en littérature française et en études orientales à la Sorbonne[Laquelle ?].
En parallèle, il intègre l'École supérieure de cadres interprètes-traducteurs (ESUCA), dont il sort premier en 1995. Mathieu Guidère est également reçu premier à l'agrégation d’arabe [réf. nécessaire]. Enfin, en 1998, il obtient son doctorat en linguistique de la Sorbonne[Laquelle ?].
Titulaire d'une habilitation à diriger les recherches, il détient également un diplôme d'études approfondies en études arabes, une maîtrise de lettres et une licence d'études arabes.

### Carrière
De 1998 à 2003, il est maître de conférences en linguistique et traduction à l'Université Lyon-II. Après les attentats du 11 septembre 2001, le ministère de la Défense le détache de l’Université de Lyon et l’affecte à l'École spéciale militaire de Saint-Cyr. Professeur résident à l’École spéciale militaire de Saint-Cyr (France) entre 2003 et 2007, il est également directeur du Laboratoire d’analyse de l’information stratégique et de veille technologique au CREC[Quoi ?] Saint-Cyr (ministère de la Défense).
De 2007 à 2011, il est professeur de veille multilingue et de traductologie à l’Université de Genève (Suisse).
De 2011 à 2016, il est professeur de linguistique et traduction à l'Université de Toulouse 2.
Mathieu Guidère est, depuis 2016, professeur à l'Université de Paris 8 et directeur de recherches à l'Institut national de la santé et de la recherche médicale (INSERM).
Il est enfin cofondateur du Cercle K2 et lauréat du Prix Albert Thibaudet.

### Recherche
Mathieu Guidère est le fondateur de la linguistique prédictive en 2006 alors qu'il est professeur à l'Académie militaire de Saint-Cyr et directeur de l'unité d'analyse de l'information stratégique. Il applique d'abord sa méthodologie à la Psychologie du terrorisme et notamment à la détection précoce des actions violentes.
En 2007, il rejoint l'Université de Genève (Suisse), où il a été professeur de traductologie et de veille stratégique multilingue. Au cours de cette période (2007-2011), il continue à développer la linguistique prédictive et publie plusieurs articles sur le traitement automatique du langage naturel (TALN) appliqué à l'humanitaire.
Fin 2012, la linguistique prédictive attire l’attention de nombreux chercheurs et commence à se développer dans d'autres domaines. Il est notamment le conférencier principal au Symposium international des premiers intervenants et organisateur du symposium euro-américain sur le repérage des traumatismes psychiques post-attentat.
En 2015, il publie un livre intitulé "La Linguistique prédictive : de la cognition à l’action", dans lequel il discute le rôle des marqueurs linguistiques dans la prédiction des actions violentes et des psychotraumatismes consécutifs à ces actions.
En 2022, Mathieu Guidère publie (en collaboration avec le psychiatre français Pr Louis Jehel) un ouvrage intitulé « Psychotraumatologie : les mots du trauma » (Paris : Editions Lavoisier) dans lequel il applique la linguistique prédictive et les grands modèles de langage de l'IA à des problématiques courantes de santé mentale. Parmi ses autres publications dans le domaine : La psychocriminologie aujourd’hui (2023), The Language Within: Exploring Mental Health Through Predictive Linguistics (2024), Rethinking Language in Mental Health (2025).

### Modèle
Guidère développe un modèle de langage capable d'analyser et de traiter tous types de textes s'inscrivant dans  le « continuum de la violence », cadre conceptuel qui a émergé de ses recherches sur les individus radicalisés qui passent du statut de victimes de violence à celui d’auteurs de violence. Le modèle combine une approche psychocriminologique pour l’analyse des schémas linguistiques, des processus cognitifs et des marqueurs comportementaux qui caractérisent les délinquants violents, et une approche psychotraumatologique pour examiner comment les victimes traitent, intériorisent et communiquent leurs expériences de violence, contribuant à une compréhension holistique des manifestations linguistiques du psychotraumatisme dans divers contextes.
Son modèle permet également d’analyser comment la violence se manifeste linguistiquement à travers différentes cultures et sociétés. Cette approche comparative révèle des schémas universels, tout en mettant en évidence des spécificités culturelles dans la façon dont la violence est exprimée, comprise et abordée.

## Œuvres
- L’anxiété géopolitique : Comprendre et agir dans un monde incertain. 2025. (ISBN-13 : 979-8288691614)
- Géopolitique prédictive : l’intelligence au service de la prospective. 2025 (ISBN-13 : 979-8280681460)
- La Communication humanitaire sur la santé mentale, 2025. (ISBN-13 : 979-8289091758)
- La Diplomatie humanitaire : médiation, culture et pouvoir, 2025. (ISBN-979-8289607614)
- Rethinking Language in Mental Heath: Multilingual Approaches to Mental Health. Montreal.  (ISBN 979-8335186100).
- The Language Within: Exploring Mental Health Through Predictive Linguistics. Montreal.  (ISBN 979-8876838797).
- La psychocriminologie aujourd’hui , Montréal. 2023.  (ISBN 979-8877951563)
- Psychotraumatologie : les mots du trauma / Psychotraumatology: the Trauma Words (In French. Lavoisier, 2022).
- La Traduction médicale à l'heure de la pandémie (Editions L'Harmattan, 2020).
- Voyage thérapeutique en Andalousie (Montreal. 2023). ASIN : B0CS3ZDYMM.
- La Linguistique prédictive: de la cognition à l'action (Editions L'Harmattan, 2015).
- Publicité et traduction (L'Harmattan, 2000).
- Lexique bilingue de l'arabe d'aujourd'hui (Éditions du Temps, 2001).
- Manuel de traduction français-arabe (Éditions Ellipses, 2002).
- Kalimât : le vocabulaire arabe (Éditions Ellipses, 2003).
- Dictionnaire multilingue de la Défense (Éditions Ellipses, 2004).
- Méthodologie de la recherche (Éditions Ellipses, 2004).
- La Traduction arabe (Éditions Ellipses, 2005).
- La Poésie arabe classique (Éditions Ellipses, 2005).
- Les Martyrs d'Al-Qaida (Éditions du Temps, 2005).
- Le Manuel de recrutement d'Al-Qaida (Éditions du Seuil, 2006).
- Al-Qaida à la conquête du Maghreb (Éditions du Rocher, 2007).
- Riche comme un oignon (Éditions Ellipses, 2008).
- Grand Imagier, petits ateliers (Éditions Ellipses).
- Adab : l'essentiel de la culture arabe (Éditions Ellipses).
- Dictionnaire culturel et historique de l'arabe (Éditions Ellipses).
- Médiascopie du vocabulaire arabe (Éditions Ellipses).
- Traduire la presse arabe (Éditions Ellipses).
- Traduire la littérature arabe (Éditions Ellipses).
- Introduction à la traductologie (Éditions De Boeck, 2008); nouvelle édition 2010
- La Communication multilingue (Éditions De Boeck, 2008)
- Irak in Translation ou De l'art de perdre une guerre sans connaître la langue de son adversaire (Éditions Jacob-Duvernet, 2008).
- Obama inchallah (Éditions Le Manuscrit, 2009).
- Les Nouveaux Terroristes, Paris, Autrement, 2010, 156 p. (ISBN 978-2-7467-1433-5).
- Le Choc des révolutions arabes, Paris, Autrement, 2011 (réimpr. Nouvelle édition revue et augmentée, 2012), 210 p. (ISBN 978-2-7467-3029-8)
- Le Printemps islamiste : Démocratie et charia (Éditions Ellipses, 2012)  (ISBN 978-2-7298-7357-8)
- (en) Historical dictionary of Islamic fundamentalism, Lanham, Md, Scarecrow Press, 2012 (ISBN 978-0-8108-7821-1, présentation en ligne).
- Atlas des pays arabes : des révolutions à la Démocratie ? (Éditions Autrement, 2012)  (ISBN 2746732068).
- Les Cocus de la révolution (Éditions Autrement, 2013)
- Monde arabe - Monde musulman, collection (Éditions De Boeck, 2013)
- Sexe et Charia (Éditions du Rocher, 2014)
- Les règles juridiques de l'islam sunnite (Éditions L'Harmattan, 2014)
- La linguistique prédictive : de la cognition à l'action (Éditions L'Harmattan, 2015)  (ISBN 978-2343055121)
- État du monde arabe] (Éditions De Boeck, 2015)  (ISBN 9782804191139)
- Terreur : la nouvelle ère (Éditions Autrement, 2015)  (ISBN 9782746742031)
- Traductologie et Géopolitique (Éditions L'Harmattan, 2015).
- L’État islamique en 100 questions (Éditions Tallandier, 2016)
- Le Retour du Califat (Éditions Gallimard, coll. « Le Débat », 2016)
- Atlas du terrorisme islamiste (Éditions Autrement, 2017)
- La Guerre des islamismes (Éditions Gallimard, coll. « Folio », 2017. Prix Thibaudet 2017[12])
- L'islamologie appliquée : principes et méthodes (Éditions L'Harmattan, 2017)  (ISBN 9782343127248)
- La Traductologie arabe : théorie, pratique, enseignement (Éditions L'Harmattan, 2017).
- Au Commencement était le Coran (Éditions Gallimard, coll. « Folio », 2018).